# Sant Just Desvern
Sant Just Desvern [sənˈʒusðəsˈβɛɾn] ist eine spanische Gemeinde in der Autonomen Region Katalonien.
Sie liegt 10 km westlich von Barcelona in der Comarca Baix Llobregat und gehört zur Metropolregion Àrea Metropolitana de Barcelona.

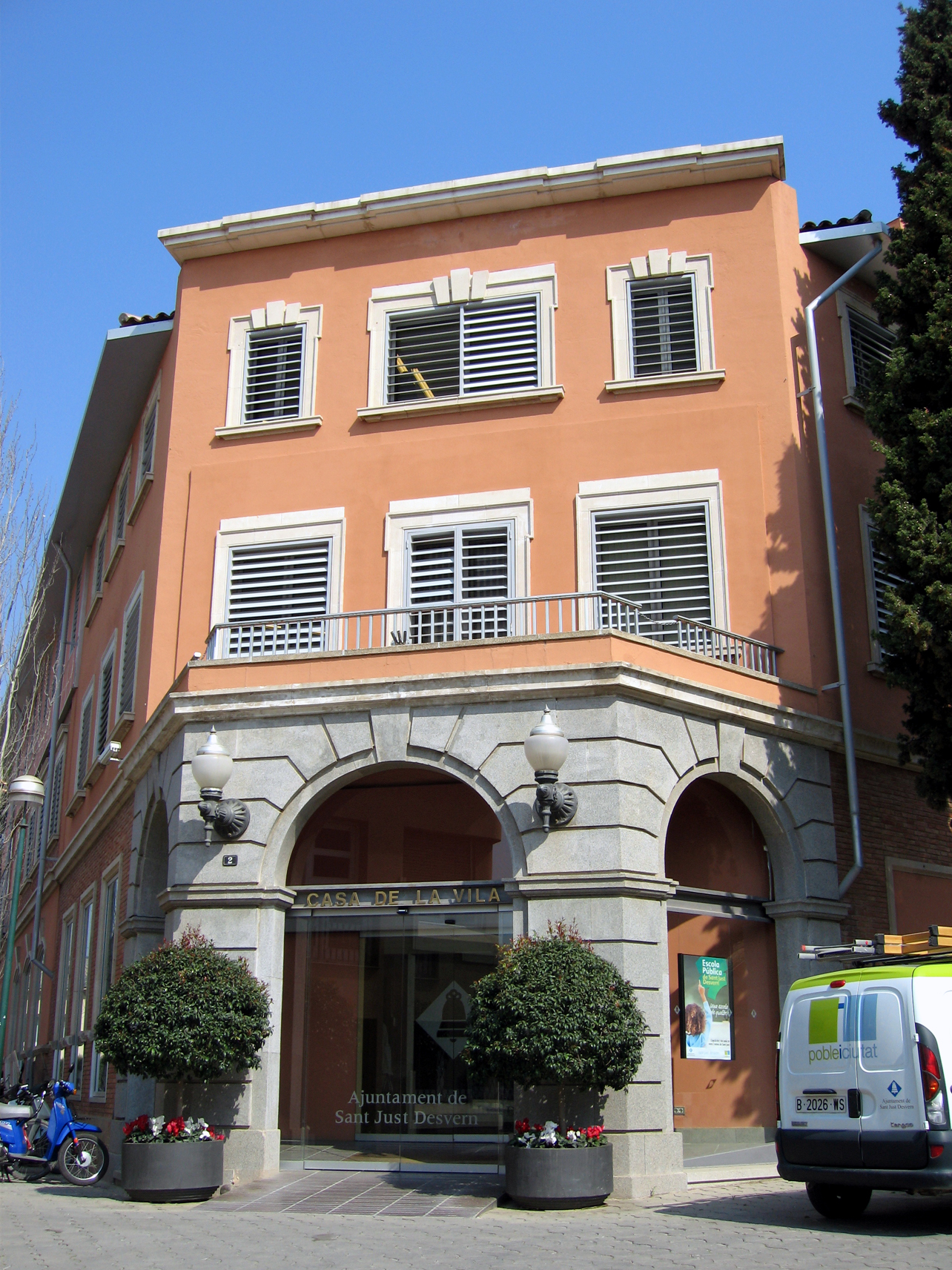
Das Rathaus von Sant Just Desvern

## Städtepartnerschaften
- Horb am Neckar, (Deutschland)